# 鉄の子
『鉄の子』（てつのこ）は、2016年2月13日公開の日本映画。
SKIPシティ国際Dシネマ映画祭2015のオープニング作品として製作。
埼玉県川口市を舞台に、子どもたちの成長と川口市の産業でもある鉄をテーマに描いた家族映画。

## あらすじ
小学生の陸太郎と真理子は、お互いの親の再婚により同い年の兄弟になってしまう。親に振り回された子どもたちは、離婚同盟を組み、親を離婚させようと作戦を立てていく。

## キャスト
- 西野やよい：田畑智子
- 西野陸太郎︰佐藤大志
- 西野真理子：舞優
- 西野紺：裵ジョンミョン
- 飯塚高史：スギちゃん
- 藤本静
- 土居志央梨
- 神戸浩
- 大谷亮介

## スタッフ
- 監督：福山功起
- 脚本：守山カオリ、福山功起
- エグゼクティブプロデューサー：瀧沢裕二
- プロデューサー：桝井省志、土本貴生、山川雅彦
- 撮影：谷口和寛
- 美術：塚本周作
- 音楽：三宅彰
- 録音：米山靖
- 音響効果：齋藤昌利
- 照明：森紀博
- 編集：鈴木理
- 助監督：山口晃二
- タイトル：赤松陽構造
- 製作担当：島根淳
- エンディング曲：GLIM SPANKY「大人になったら」
- 製作：埼玉県、SKIPシティ、彩の国ビジュアルプラザ
- 製作プロダクション：アルタミラピクチャーズ
- 配給：KADOKAWA